# Acridocarpus prasinus
Acridocarpus prasinus är en tvåhjärtbladig växtart som beskrevs av Arthur Wallis Exell. Acridocarpus prasinus ingår i släktet Acridocarpus och familjen Malpighiaceae. Inga underarter finns listade i Catalogue of Life.